# Illigera orbiculata
Illigera orbiculata är en tvåhjärtbladig växtart som beskrevs av C. Y. Wu in Y. R. Li. Illigera orbiculata ingår i släktet Illigera och familjen Hernandiaceae. Inga underarter finns listade i Catalogue of Life.